# Conospermum mitchellii
Conospermum mitchellii es un arbusto endémico de Australia del sudeste.

## Descripción
Alcanza un tamaño de entre 1 y 2 metros de altura y tiene hojas lineales que miden de 5 a 20 cm de largo y 0,8 a 3,5 mm de ancho. Las flores son de color gris azulado en la yema y abiertas son blancas. Estas aparecen entre julio y diciembre (mediados de invierno hasta principios de verano) en su área de distribución natural.

## Taxonomía
Conospermum mitchellii fue descrito por Carl Meissner y publicado en Prodromus Systematis Naturalis Regni Vegetabilis 14: 320. 1856.
Etimología
Conospermum: nombre genérico que deriva de las palabras griegas:
conos = "cono" y spermum = "semilla", con referencia a la forma de la núcula.
mitchellii: epíteto referente a Mitchell